# 찰리 채플린 주니어
찰리 채플린 주니어(Charles Chaplin Jr., 찰스 스펜서 채플린 3세/Charles Spencer Chaplin III, 1925년 5월 5일 ~ 1968년 3월 20일)는 미국의 배우이다. 찰리 채플린과 리타 그레이의 맏아들이다. 더 비트 제네레이션, 팽스 오브 더 와일드 등 1950년대 영화에 출연했다.
캘리포니아주 버벌리힐스에서 태어났다. 라임라이트(1952년) 등 아버지와 함께 13개 영화에서 배우로 출연했다.
1958년, 채플린은 수전 마그네스와 결혼했다가 1959년 이혼했다. 이후 1962년 마르타 브라운과 결혼했으나 이후 이혼했다.
1968년 3월 20일 캘리포니아주 샌타모니카에서 폐색전증으로 42세의 나이로 사망했다.

## 참여 작품
- 라임라이트(1952)
- 하이 스쿨 컨디덴셜!(1958)